# Yngve Svartengren
Yngve Adolf Svartengren, född 13 november 1859 i Blomskogs socken, Värmlands län, död 18 juli 1918 på Edeby vid Drottningholm, var en svensk tidningsman.
Svartengren blev student vid Uppsala universitet 1881 och redaktör för Karlstads-Tidningen 1886. Han grundade Upsala Nya Tidning 1890 och var redaktör och utgivare samt föreståndare för dess tryckeri till 1897. Han var medredaktör för Östergötlands Dagblad 1897–1901, politisk medarbetare i Malmö-Tidningen 1901–1902, var redaktör och utgivare för denna, liksom dess veckobilaga Solglimten 1902–1903. Han var därefter korrespondent för Föreningen för proportionella val till ett tiotal landsortstidningar till 1905 (som ivrig anhängare av proportionellt valsystem skilde han sig från sina liberala meningsfränders flertal). Han medarbetade därpå i Svenska Dagbladet 1905, i Stockholms Dagblad 1906–1909 och var redaktör för Östgöta Correspondenten 1909–1917.